# Цаленджихский муниципалитет
Цаленджихский муниципалитет (груз. წალენჯიხის მუნიციპალიტეტი c’alenǰixis municipʼalitʼetʼi) — муниципалитет в Грузии, входящий в состав края Самегрело-Верхняя Сванетия. Находится на северо-западе Грузии, на территории исторической области Мегрелия. Административный центр — Цаленджиха.

## История
Цаленджихский район был образован в 1929 году в составе Кутаисского округа, с 1930 года в прямом подчинении Грузинской ССР. В 1951—1953 годах входил в состав Кутаисской области. 2 января 1963 года район был упразднён, 23 ноября 1963 года восстановлен.

## Население
По состоянию на 1 января 2018 года численность населения муниципалитета составила 24 776 жителей, на 1 января 2014 года — 40,6 тыс. жителей.
Согласно переписи 2002 года население района (муниципалитета) составило 40 133 чел. По оценке на 1 января 2008 года — 40,0 тыс. чел.
Большинство населения составляют мегрелы, причисляемые к грузинам.
| Грузины  | 39 764 | 99,08 %  |
| Русские  | 524    | 0,56 %   |
| Абхазы   | 42     | 0,10 %   |
| Украинцы | 42     | 0,10 %   |
| Армяне   | 26     | 0,06 %   |
| всего    | 40 133 | 100,00 % |

| Грузины  | 29 043 | 99,56 %  |
| Русские  | 171    | 0,27 %   |
| Украинцы | 22     | 0,08 %   |
| Армяне   | 17     | 0,03 %   |
| другие   | 15     | 0,06 %   |
| всего    | 30 158 | 100,00 % |

## Административное деление
Территория муниципалитета разделена на 14 сакребуло:
- 2 городское (kalakis) сакребуло:
- 0 поселковых (dabis) сакребуло:
- 12 общинных (temis) сакребуло:
- 0 деревенских (soplis) сакребуло:

## Список населённых пунктов
В состав муниципалитета входит 50 населённых пунктов, в том числе 2 города.
- г. Цаленджиха (груз. წალენჯიხა)
- г. Джвари (груз. ჯვარი)
- Джвари (груз. ჯვარი)
- Джагира (груз. ჯაღირა)
- Джгали (груз. ჯგალი)
- Згваиа (груз. ზღვაია)
- Зеда-Лия (груз. ზედა ლია)
- Зеда-Мазандара (груз. ზედა მაზანდარა)
- Зеда-Сачино (груз. ზედა საჩინო)
- Калагали (груз. ქალაღალი)
- Кведа-Мазандара (груз. ქვედა მაზანდარა)
- Кухеши (груз. კუხეში)
- Лара (груз. ლარა)
- Легвинджиле (груз. ლეღვინჯილე)
- Ледзадзамие (груз. ლეძაძამიე)
- Леджолихе (груз. ლეჯოლიხე)
- Лежа (груз. ლეჟა)
- Лекакуле (груз. ლეკაკულე)
- Лекарде (груз. ლექარდე)
- Лесале (груз. ლესალე)
- Летканти (груз. ლეთკანთი)
- Лехарчиле (груз. ლეხარჩილე)
- Лешамуге (груз. ლეშამუგე)
- Лия (груз. ლია)
- Лугера-Самцацхви (груз. ლუღერა-სამცაცხვი)
- Махариа (груз. მახარია)
- Медани (груз. მედანი)
- Микава (груз. მიქავა)
- Мужава (груз. მუჟავა)
- Нагуру (груз. ნაგურუ)
- Накипу (груз. ნაკიფუ)
- Нанджару (груз. ნანჯარუ)
- Нака (груз. ნაკა)
- Нашамгу (груз. ნაშამგუ)
- Обуджи (груз. ობუჯი)
- Олори (груз. ოლორი)
- Очане (груз. ოჭანე)
- Палури (груз. პალური)
- Пахулани (груз. ფახულანი)
- Поцхоэцери (груз. ფოცხოეწერი)
- Самесхио (груз. სამესხიო)
- Сачино (груз. საჩინო)
- Улурия (груз. ულურია)
- Хвитери-Сакаланди (груз. ხვითერი-საკალანდიო)
- Цкоуши (груз. წყოუში)
- Чале (груз. ჭალე)
- Чвеле (груз. ჭველე)
- Чквалери (груз. ჩქვალერი)
- Эцери (груз. ეწერი)
- Эцерперди (груз. ეწერფერდი)